# Laurent Coderre
Laurent Coderre est un animateur, artiste, musicien et réalisateur québécois né en 1931 à Ottawa (Canada) et décédé en 2011 à Pierrefonds. Artiste aux talents multiples, il côtoie de près des grands noms de la peinture tels que Jean-Philippe Dallaire, A. Y. Jackson et Frederick Varley (membres du Groupe des sept), mais aussi des cinéastes d'animation de renommée tels que Norman McLaren. Ses films d'animation lui vaudront de nombreux prix à l'international.

## Carrière artistique

### Musique, peinture et dessin médical
La musique occupe une place importante dans la carrière de Laurent Coderre. Il apprend la trompette à Ottawa, puis commence à jouer dans les bars de Toronto où il fréquente le monde du jazz et de grands musiciens new-yorkais. Malgré un talent certain, il refusera pourtant de poursuivre une carrière professionnelle dans la musique et de partir pour New-York. En parallèle, Laurent Coderre commence à peindre. Il oscille entre la trompette et la peinture pour payer ses études et son loyer. Il revient au Québec, d'où sont originaires ses parents, pour étudier à l'École des beaux-arts de Montréal où il reçoit le premier prix en anatomie et en sculpture. À partir de là, Laurent Coderre bascule vers le dessin médical qu'il part étudier à l'Université de Montréal. Il est alors le premier étudiant en dessin médical et passe deux années à disséquer des corps et à travailler dans des hôpitaux.

### Cinéma d'animation
En 1960, Laurent Coderre est engagé au sein de l'équipe d'animation anglaise de l'Office national du film du Canada, où il réalise des films éducatifs jusqu'en 1969. Ses premières interventions dessinées se font sur des films scientifiques abordant la Seconde Guerre mondiale, les maladies mentales, la psychologie, ou encore les mathématiques. De plus en plus de films commandités lui sont confiés, ce qui lui permet d'expérimenter de nouvelles techniques d'animation, notamment le papier découpé. Proche de Norman McLaren, il réalise Métamorphoses en 1968 à la suite d'un cours sur l'animation anglaise donné par ce dernier. Crée en papier découpé en l'espace de trois jours, Métamorphoses lui vaudra la médaille d'argent au Festival international du film de Venise. À la suite de cette première expérience en tant que réalisateur, Laurent Coderre continue à exploiter le papier découpé animé sous caméra pour réaliser Recherche visuelle pour accompagner une trame musicale, un court-métrage sur la visualisation des sons à travers la couleur. Ce film ne sera jamais produit par l'ONF mais incitera Laurent Coderre à composer de la musique de films — notamment celle du court-métrage documentaire de Bill Mason, Blake (1969). 
Toujours très proche de la musique, Laurent Coderre est sollicité en 1969 pour travailler sur la série Chansons contemporaines, une série de sept films produits par l'ONF basée sur des morceaux de musique québécois. La chanson Les fleurs de macadam de Jean-Pierre Ferland lui est attribuée et donnera naissance à un court-métrage du même titre. Pour ce film, il utilise de l'aquarelle sur celluloïd, technique fragile mais permettant des jeux de textures intéressants. Le court métrage musical réalisé en quatre semaines reçoit le prix du meilleur film au Festival international du film de Yortkton et un diplôme d'honneur au Festival international de Londres. 
En 1971, il réalise un troisième film en tant que réalisateur, cette fois à partir de milliers de fragments de linoléum. Zikkaron, un court-métrage dont l'intention artistique était de « concrétiser l'homme au sein de l'univers », multiplie les images allégoriques symbolisant tour à tour le cosmos, les premiers organismes sur Terre et le corps humain. Le film poétique et philosophique se démarque de la production traditionnelle de l'époque, où le cartoon prédomine, et Laurent Coderre emboîte ainsi le pas à Norman McLaren qui le considère comme son protégé à l'Office national du film. Zikkaron reçoit le Grand Prix de la Commission supérieure du cinéma français au Festival de Cannes de 1972. 
Entre 1973 et 1977, Laurent Coderre laisse de côté la réalisation de films pour donner des conférences internationales et des ateliers sur le film animé, tout en continuant de collaborer sur divers projets d'animation. Reprenant le sujet qui fut à l'origine de Zikkaron (la condition humaine au sein de l'univers), il réalise deux derniers films d'animation : Rencontre et Déclin, respectivement en 1978 et 1980. Il se retire de l'Office national du film en 1984 pour se consacrer uniquement à la peinture. 

## Filmographie
- 1968: Métamorphoses
- 1969: Les fleurs de Macadam (série Chansons contemporaines)
- 1971: Zikkaron
- 1978: Rencontre
- 1980: Déclin (Rusting World)